# Buenos Aires (Rivas)
Pour les articles homonymes, voir Buenos Aires (homonymie).
Buenos Aires est une municipalité du sud-ouest du Nicaragua située dans le département de Rivas, le long du Lac Nicaragua.